# Markus Heinrich Meyer

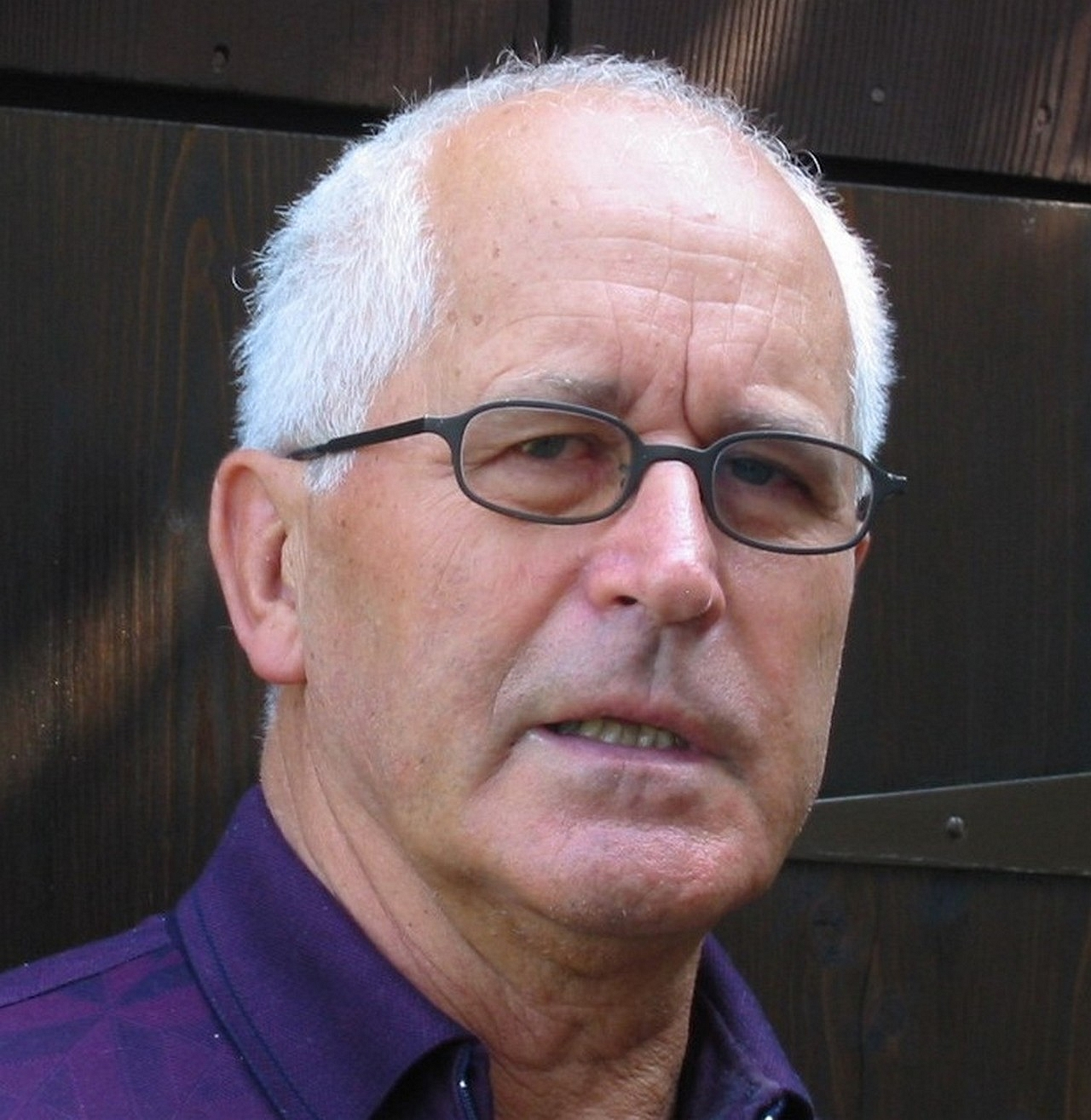
Markus H. Meyer (2003)

Markus Heinrich Meyer (* 2. Mai 1934 in Lenzburg; † 18. Mai 2015 in Aarau) war ein Schweizer Rechtsanwalt und Politiker (FDP). Er war von 1974 bis 1987 Stadtammann von Aarau. Von 1977 bis 1989 gehörte er auch dem Grossen Rat des Kantons Aargau an.

## Biografie
Meyer wuchs in Lenzburg im Kanton Aargau auf und besuchte die Schulen von Lenzburg und Aarau. Nach seinem Studium an der Universität Zürich, das er mit dem Dr. iur. abschloss, war er zunächst als Gerichtsschreiber am Bezirksgericht Zofingen und als Fürsprecher (Rechtsanwalt) in einem Aarauer Anwaltsbüro tätig, bevor er in Aarau eine eigene Kanzlei eröffnete. Die Aarauer wählten den freisinnigen Juristen zunächst in den Einwohnerrat der Stadt Aarau und schliesslich in den Stadtrat. Von 1974 bis 1987 stand Meyer diesem als hauptberuflicher Stadtammann vor. In seine Amtszeit fiel eine im Zuge der Konjunkturdämpfungsmassnahmen des Bundes 1974 eingetretene Illiquidität der Stadt, die in den folgenden Jahren eine nachhaltige Stabilisierung des Finanzhaushaltes erzwang. Meyers Politik strebte zudem nach einer Verbesserung der städtischen Infrastruktur hinsichtlich Verkehr und Energieversorgung. Die weltweite Energie- (Erdöl-)Krise von 1974 führte zu einem Projekt („FOLA“), die Abwärme des Kernkraftwerkes Gösgen in einer städtischen Fernwärmeanlage zu nutzen. Dieses Projekt wurde vom Stadtrat 1988 nach dem Ausscheiden Meyers aufgegeben.
Die Verkehrsinfrastruktur mit historisch gewachsener radialer Ausrichtung auf Altstadt und einzige Aarebrücke wurde sukzessive durch eine Ringlösung mit tangentialem Anschluss an eine zweite, leistungsfähige Brücke des übergeordneten kantonalen Strassennetzes ersetzt, was die Voraussetzung für eine verkehrsarme Innenstadt und deren wirtschaftliche Weiterentwicklung war.
Auf kantonaler Ebene gab Meyer unter anderem Anstoss zur Besinnung auf die Rolle des Aargaus bei der Erneuerung der Eidgenossenschaft in der Helvetik und darauf, die rechtsstaatlichen Grundsätze in der aktuellen Justiz („Wanzenaffäre“) wiederherzustellen und zu wahren. Er versuchte auch, eine bürgerliche Schul- und Bildungspolitik zu initiieren, was ihm aber nicht gelang.
Den Militärdienst absolvierte Meyer bei der Infanterie; er war Kompaniekommandant. Er leistete auch erheblich Gebirgsdienst und wurde häufig als amtlicher Verteidiger in der Militärjustiz eingesetzt. Markus Heinrich Meyer war der Schwager des Linguisten Hansjakob Seiler und ist Bruder des Publizisten Arthur Meyer.